# Asclepias nummularioides
Asclepias nummularioides är en oleanderväxtart som beskrevs av W.D. Stevens. Asclepias nummularioides ingår i släktet sidenörter, och familjen oleanderväxter. Inga underarter finns listade i Catalogue of Life.